# Die Barbara Karlich Show

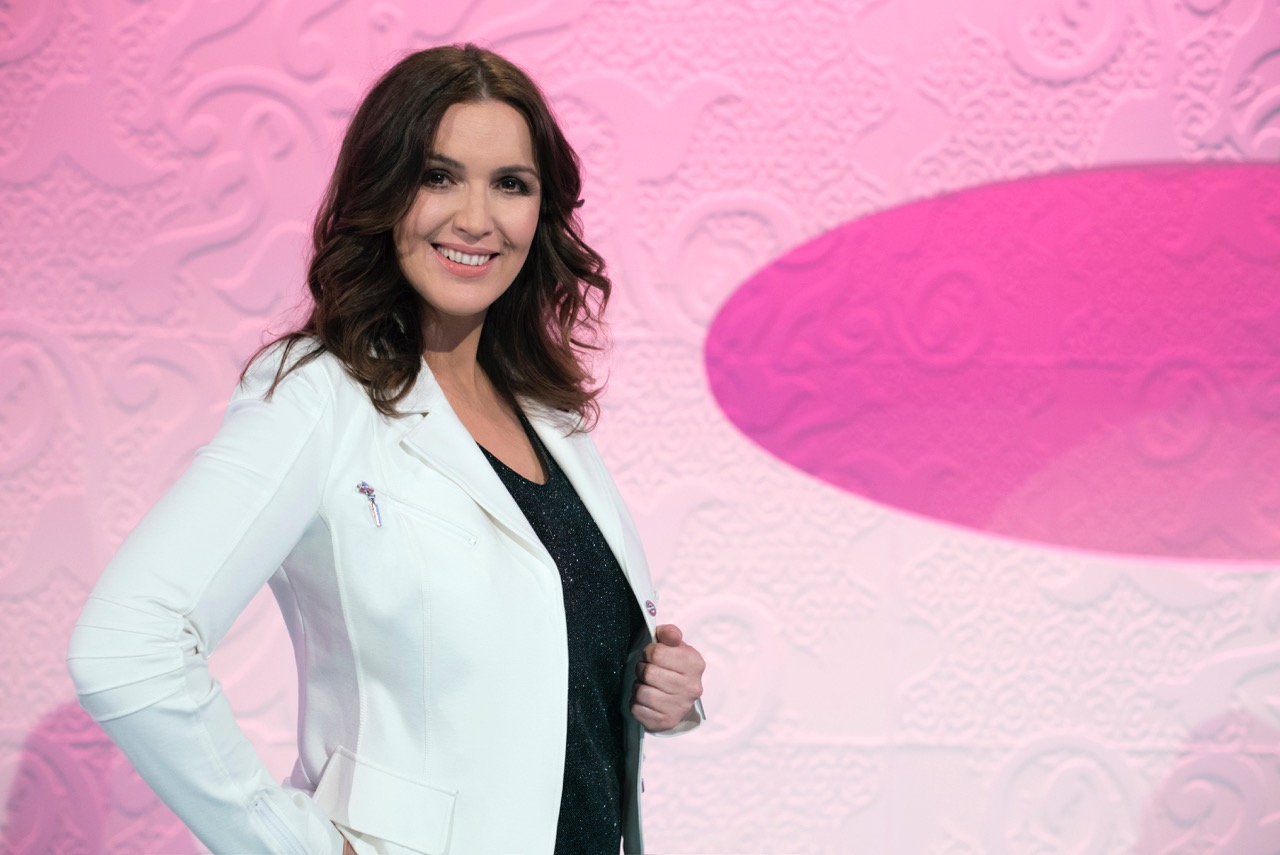
Barbara Karlich (2014)

Barbara Karlich – Talk um 4,  bis Ende 2023: Die Barbara Karlich Show, ist eine vom ORF seit 1999 im Programm ORF 2 ausgestrahlte Nachmittags-Talkshow. Die Sendung ist nach ihrer Moderatorin Barbara Karlich benannt. Produziert wird das Format von Talk TV.

## Konzept der Sendung
Themenschwerpunkte der Barbara Karlich Show sind oftmals Beziehungen, aber auch berufliche und andere alltägliche Themen. Zu jeder Sendung werden verschiedene Personen, die alle eine andere Meinung vertreten, eingeladen. Sie diskutieren über das Tagesthema. Am Ende der Serie erhält jede Person einen Tipp zum Thema, fast immer von psychosozialen Experten, manchmal aber auch von Rechtsexperten. In der Talkshow sind offene Wortwahl und Wortwitze erlaubt. 
Je nach Thema werden unterschiedliche Experten in die Sendung eingeladen. Experten sind unter anderem Lebens- und Sozialberater Dieter Schmutzer, Gesundheitspsychologin Isabella Woldrich oder Gesundheitspsychologe Martin Felinger und Gabriela Fischer.
Seit Jänner 2024 läuft die Talkshow unter dem Titel Barbara Karlich – Talk um 4. Seither wird auf das Studiopublikum verzichtet.
Am 24. April 2025 wurde die Absetzung der Sendung mit letzten Aufzeichnungen im Juni 2025 bekannt.